# Hanna Kobzewa
Hanna Wjatscheslawiwna Kobzewa (ukrainisch Ганна В'ячеславівна Кобцева, russisch Анна Вячеславовна Кобцева Anna Wjatscheslawowna Kobzewa, englisch Anna Kobceva; * 28. Oktober 1986 in Charkow, Ukrainische SSR) ist eine ukrainische Badmintonspielerin. 

## Karriere
Hanna Kobzewa wurde 2009 erstmals ukrainische Meisterin im Damendoppel. In den folgenden drei Jahren konnte sie diesen Titel verteidigen. Außerhalb ihrer Heimat war sie unter anderem bei den Bulgarian International, den Lithuanian International und den Bulgarian International erfolgreich. 2009, 2010 und 2011 nahm sie an den Badminton-Weltmeisterschaften teil.